# 私塾
私塾，也叫私學或學堂，是古中國的私立學校或補習班，流行于受儒家影響的文化圈。私塾大多由讀書人、秀才等私人開辦，由教書者（稱為塾師）在自宅設立，入學者多係六歲至八歲孩童。一般百姓多為合資聘師，富家門第則是家教模式居多，私塾分為「蒙館」、「經館」和兩者兼具三種，蒙館其教學宗旨主要是啟蒙識字，經館教學內容與科考有關，包括四書，詩、書、易、和左傳；年齡較大者，則讀古文，習字，作詩文，修業年限視各人需要而定。

## 教學內容
私塾的学习内容，从启蒙到逐步深化，在中國私塾的教育順序一般是：《三字经》、《百家姓》、《日用杂字》、《千字文》、《论语》、《孟子》、《大学》、《中庸》、《诗经》、《书经》、《礼记》、《左氏春秋》等，有的选读《女儿经》、《孝经》、《幼学琼林》、《千家诗》、《古文观止》等书，也有的加学《世事应酬》，即契约、媒柬、輓联之内容，以应实用。其他地區除了中國的經典外也包括當地儒學著作及詩文等。

## 祠堂
祠堂春秋舉行祭禮，而平常則作為私塾，教育家庭子弟。當中供了一個牌位「大成至聖先師孔夫子神位」，同學站在兩邊，老師站在上面，新來的學生向孔子神位行叩首禮。每一次新學生來的時候，這個禮節舊生就看一遍，一生當中從內心裡面尊敬老師，對於道學看得比什麼都重。

## 現代私塾
現代東亞地區也有一些私人開辦，專門提供傳統文化課程如書法、茶儀式（中國茶藝、日本茶道、韓國茶禮、台灣茶藝、越南茶藝、琉球茶道）、古典文學欣賞寫作、傳統禮儀等的學校，也常稱為「私塾」。

## 註解
1. ↑  . 崧博出版事業有限公司. 2017: 18  [2021-09-01]. （原始内容存档于2022-07-05） （中文）.
2. ↑  . 凌網授權. Xin hua chu ban she. 2017: 141  [2021-09-01]. ISBN 978-7-5166-3684-8. （原始内容存档于2022-07-05） （中文）.
3. ↑  中国人民大学. 清史研究所; 中国人民大学. 书报资料中心. . 中国人民大学书报资料中心. 2006: 62  [2021-09-01]. （原始内容存档于2022-07-05） （中文）.
4. ↑  . archive.is. 2013-06-24  [2017-06-05]. （原始内容存档于2013-06-24）.

## 外部連結
- 劉祥光：〈中國近世地方教育的發展一一徽州文人、塾師與初級教育(1100-1800) （页面存档备份，存于）〉。